# UVB-76
座標: 北緯56度04分58秒 東経37度05分22秒 / 北緯56.08278度 東経37.08944度

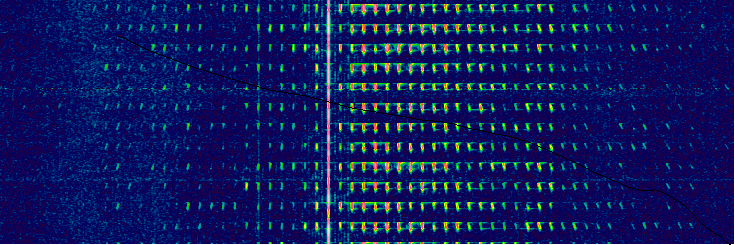
UVB-76の周波数分布図

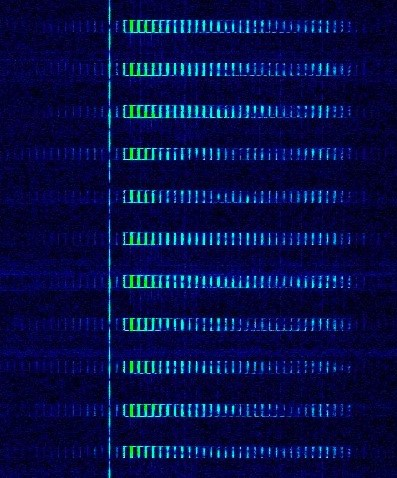
2024年1月頃のUVB-76の周波数分布図

UVB-76（ロシア語: УВБ-76）とは、周波数4625kHzまたは6998kHzで、ロシア連邦（開始当時はソビエト連邦）内の送信所から送信されているとみられる短波放送の名称である。
ソ連時代の1976年から放送が始まり現在も放送が続けられている。
ほぼ1日中ブザーのような音を鳴らし続ける放送内容が確認されているが、放送の目的は明らかになっていない。短波受信家などからは「ザ・ブザー（英語: The Buzzer）」と愛称されている。

## 概要

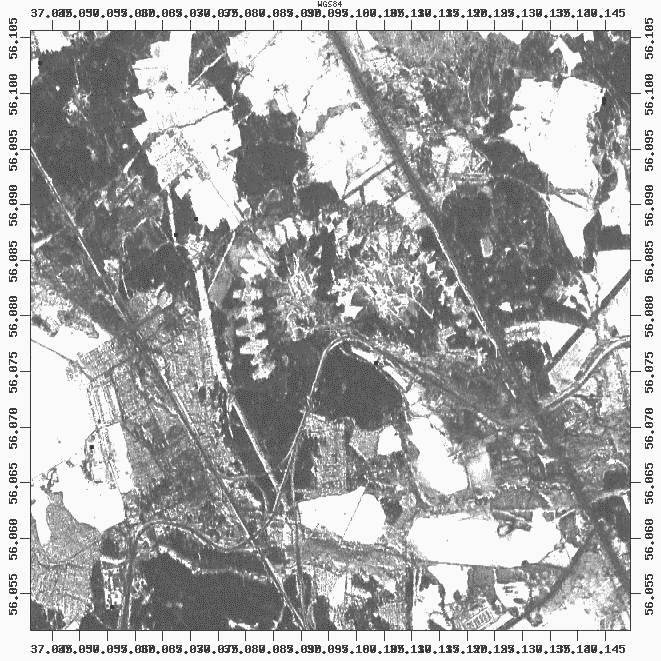
UVB-76の送信所と思われる施設の空撮写真。

この送信所は、ほぼ1日中、1分間に約21回から34回のペースで、短い単調なブザー音を繰り返し流し続けている。
電波型式はSSBであり、ブザー音の合間にロシア語による音声メッセージが放送されることもがあるが、この放送の目的は公には明らかにされていない。

## 名称
時折聞こえる音声（後述）冒頭の呼び出しから「UVB-76」の名で呼ばれているが、これが正式なコールサインかどうかは不明である。(UVB-76はUZB-76の誤記である可能性が高く実際に局自体によって使用されたことは無い)2010年9月の音声が放送されて以降は「MDZhB（ロシア語: МДЖБ）」、2015年12月以降は「ZhUOZ（ロシア語: ЖУОЗ）、2019年3月以降は「ANVF（ロシア語: АНВФ）、
2020年12月以降は「NZhTI（ロシア語: НЖТИ）が用いられている。いずれもロシア語の人名を用いた、頭文字のフォネティックコードであると思われる。

## コールサイン
| コールサイン              | 使用された期間                |
| ------------------------- | ----------------------------- |
| UZB-76 (ロシア語: УЗБ-76) | 1997年12月24日 – 2010年9月7日 |
| MDZhB (ロシア語: МДЖБ)    | 2010年9月7日 – 2015年12月28日 |
| ZhUOZ (ロシア語: ЖУОЗ)    | 2015年12月28日～2019年3月1日  |
| ANVF (ロシア語: АНВФ)     | 2019年3月1日～2020年12月30日  |
| NZhTI (ロシア語: НЖТИ)    | 2020年12月30日 – 現在         |

## 通常の放送内容
ブザー音は遅くとも1990年から放送されている。1982年の確認では2秒おきに短い電子音を繰り返し放送しており、1990年初頭ごろにブザー音へと切り替わった。2003年1月16日から音程が高く、0.08秒長いブザー音に変更されていた時期があったが、2010年11月に元に戻されている。2010年6月までは、正時1分前になると、ブザー音が途切れのない連続音に切り替えられており、この連続音は、ブザー音が再開されるまでの1分間続けられていた。しかし、それ以降は途切れのない連続音は放送されなくなり、一定の周期（2秒おき）に変更されている。
2010年6月5日、切れ目なく放送を続けていたブザー音が突如停止したが、翌日には放送が再開された。同年8月中旬ころから放送は断続的に停止されるようになり、8月25日には誰かが放送ブース内にいるかのような足音や物音、ガイガーカウンターのような音が聞こえるようになった。9月第一週には音楽が流れてブザー音の放送が中断されるようになり、9月7日には新しいコールサインが放送された。
2022年1月4日、ブザー音が消えザ・ピップ (The Pip)に非常に似た音に一時的に変更されていたが、2022年1月27日に元のブザー音に戻された。
2022年ごろから、4612kHz(4625Khzとは同期していなく信号も非常に弱い)でもブザー音が発せられていることが確認されている。2023年6月からブザー音が消え、ビープ音になっていたが、現在は消失している。
2024年4月22日（日本時間4月22日15時43分）、FM変調での放送に切り替え、数日後にUSB変調に戻された。
ときおり、かすかな雑音や会話音がブザー音の背後に聞こえることがある（後述）。これは録音放送や再生装置による自動送信によって放送されているのではなく、ブザーを発生させている装置からマイクで音を拾う形で生放送されているためであると考えられている。

## 主な音声メッセージ
時々ブザー音が中断され、ロシア語による音声メッセージが放送されることがある。1973年から放送が始まって間もない1970年代から確認はされていたものの極めて稀で、2000年代に入っても数える程であった。ところが2010年代に入ると急増し、ほぼ毎月のように放送されるようになり、一日のうちに複数の音声メッセージが発せられる事もある。特に2016年10月17日には、およそ24時間の間に少なくとも18回もの異なる音声メッセージが放送された。
1997年の音声メッセージ
1997年12月24日21時58分（日本時間12月25日6時58分）に放送された。ブザー音が突然停止し、短い信号音が流れた後、男性の声がロシア語で次のように述べた。
```
≪Ya - UVB-76. 18008. BROMAL: Boris, Roman, Olga, Mikhail, Anna, Larisa. 742, 799, 14.≫
```

上のメッセージが逐語的に数回繰り返された後、信号音が繰り返され、ブザー音が再開された。
2010年の音声メッセージ
2010年8月23日13時35分（日本時間8月23日22時35分）に放送された。この音声は前述の放送中断後に発せられた最初のメッセージである。
```
≪UVB-76, UVB-76. 93 882 NAIMINA 74 14 35 74. 9 3 8 8 2 Nikolai, Anna, Ivan, Mikhail, Ivan, Nikolai, Anna. 7 4 1 4 3 5 7 4≫
```

2014年の音声メッセージ
2014年3月18日17時00分（日本時間3月18日22時00分）に放送された。
```
≪T-E-R-R-A-K-O-T-A. Mikhail, Dmitri, Zhenya, Boris. Mikhail, Dmitri, Zhenya, Boris. 81 26 T-E-R-R-A-K-O-T-A.≫
```

その他の音声
稀に音声メッセージの他、ブザー音の背後に係員と思われる人の話し声や、電話もしくは無線によるやり取りが聴こえることがある。
2001年11月3日には下記のような会話が聴取された。
```
≪
Я – 143. Не получаю генератор... ...идёт такая работа от аппаратной.
≫
≪訳：私は143。発電機（
発振器
）を受け取ってないわ。（中断）あれはハードウェア室から来たものよ。≫
```

### 電波ジャック
UVB-76はWebの発達もあって、西側諸国の一般市民であるアマチュア無線家などの間で有名になり、電波ジャックなどが始まる。特に著名なものとして、2022年1月にテレグラムユーザー「AlexBOY_05」ら3人による電波ジャックがある。彼のTelegramに送られてきた楽曲が再生され、スペクトログラムにロシア語や英語で「BYE everyone」と表示させ、Trollguysやガイ・フォークス・マスクを模した顔の映像を表示させるなどいくつかのメッセージが複数回送信された。以降も日本のアニメソングなど有名な楽曲が不定期で送信されていることが確認されている。

### 2021年後半から2022年初期の音声放送
西側諸国のリスナー達は2021年の末頃から、UVB-76で音声放送が従来よりも頻発したことを観測し、当時のロシア政府はウクライナ領土に野心が見られて西側諸国と関係が悪化していたことから、「大規模な軍事行動の予兆か」と推測された。2022年2月24日にロシアは宇露の実効支配線を突破し、2022年ロシアのウクライナ侵攻が始まった。

## 送信所の所在地
送信所は、2010年6月5日まではロシア連邦のゼレノグラードとソーネチノゴルスクの中間、モスクワの北西40kmに位置するポヴァロヴォ近郊、ヴォイェニ・ゴロドックに所在した。位置とコールサインは、1997年の最初の音声放送まで明らかになっていなかった。送信はMolniya-2M ( PKM-15)、Molniya-3 (PKM-20) 送信機と、Viaz-M2バックアップ用送信機を使用し、アンテナは高さ約20mのソ連製水平ダイポールアンテナ「VGDSh」が使われた。
放送が中断した後の2010年9月に送信所が移転し、現在はモスクワ州ナロ＝フォミンスクに所在する第69通信基地から送信されている。従来のモスクワ軍管区に加えて西部軍管区がカバー範囲となり、移転以降はメッセージ送信が頻繁化したと推測される。
ポヴァロヴォ近郊にあった旧放送局跡地の対面は現在メルセデス・ベンツの自動車工場が建っている。
Google マップストリートビューで放送局の建屋が確認できる。

## 目的をめぐる議論
UVB-76の放送の目的は諸説ある。
乱数放送説
送信所の位置がロシア連邦軍参謀本部の通信拠点であると噂されていることと、多くの音声メッセージにフォネティックコードと数字の組み合わせが聴き取れることから、UVB-76は短波に存在する多くの乱数放送と同様に、世界各国のスパイに暗号化されたメッセージを送信する役割を担っていると広く信じられている。乱数放送のための通信設備は、軍や諜報機関が利用していると考えられるが、ロシア政府やロシア連邦軍は一切言及していない。乱数放送の分析を行う団体「エニグマ2000」のドイツ支部長は「内容はイレギュラーではあるが、UVB-76も乱数放送の一種である」と推測している
国内の軍隊へ通信説
UVB-76の（ナロ＝フォミンスクへの送信局移転前の）送信用設備スペックが簡易軍事用途とみられることなど、国外の潜入者に対するものではなく、モスクワ軍管区の部隊と新兵募集センターに命令を送信するためのも、とする説がある。2014年3月18日の音声メッセージはクリミア併合の直後に発せられ、この説が推測される。
音声メッセージは各地の受信局のオペレーターが正しく警戒任務にあたっているかどうかを確認するために発している、と推測がある。
機器の保守点検説
機器が正常に稼働し続けている証明としてブザー音を発している、一種のデッドマン装置。
核戦略の一部説
「ブザー音が途切れて一定時間経過した場合は他国から核攻撃を受けて放送不能な被害がモスクワに及んだと判断して国軍が核報復攻撃する」冷戦時の俗称「死の手」の一部。
非常時用の周波数説
戦争状態など非常時の臨時放送に使用する周波数で、平時はブザー音を流し続けてオーバーライドを防止している。
データ送信用説
アナログモデムとしてデータを送信する聴取目的ではない放送。
電離層の観測説
電離層の観測文献に当該電波の言及が見られる。「Borok Geophysical Observatory」の観測に用いる搬送波の周波数として、4.625MHz (4625kHz) が示されている。太陽活動の変化などが電離層に反映することを観測するため、電波が電離層に反射される様子の変化を比較するために用いている。
チャンネルマーカー説
ブザー音を継続的に送信することで、人々がその周波数を別の用途に利用することを防ぎ、無線局オペレーターの周波数校正を容易とする説。